# Felsmühle (Wilhelmsthal)
Felsmühle (auch Mat(t)hesmühle genannt) ist ein Gemeindeteil der Gemeinde Wilhelmsthal im Landkreis Kronach (Oberfranken, Bayern).

## Geographie
Die Einöde liegt in dem tief eingeschnittenen Tal der in Richtung Süden fließenden Kremnitz und ist im Westen und Osten von bewaldeten Anhöhen umgeben. Im Osten heißt diese Leitenberg (546 m ü. NHN). Die Kreisstraße KC 3 führt nach Gifting (1,4 km nördlich) bzw. zur Staatsstraße 2200 bei der Fehnenschneidmühle (1,6 km südöstlich).

## Geschichte
Gegen Ende des 18. Jahrhunderts wurde die Felsmühle als Schneidmühle betrieben. Das Hochgericht übte das bambergische Centamt Kronach aus. Die Grundherrschaft hatte das Kastenamt Kronach.
Mit dem Gemeindeedikt wurde Felsmühle dem 1808 gebildeten Steuerdistrikt Posseck und der 1818 gebildeten Ruralgemeinde Gifting zugewiesen. Am 1. Juni 1977 wurde Felsmühle im Zuge der Gebietsreform in Bayern in die Gemeinde Steinberg eingegliedert, die ihrerseits am 1. Mai 1978 in die Gemeinde Wilhelmsthal eingegliedert wurde.

### Einwohnerentwicklung
| Jahr      | 001818 | 001861 | 001871 | 001885 | 001900 | 001925 | 001950 | 001961 | 001970 | 001987 |
| Einwohner |        | 5      | 7      | 5      | 6      | 5      | 4      | 16     | 4      | 4      |
| Häuser    | 1      |        |        | 1      | 1      | 1      | 1      | 1      |        | 1      |
| Quelle    | [ 6 ]  | [ 8 ]  | [ 2 ]  | [ 9 ]  | [ 10 ] | [ 11 ] | [ 12 ] | [ 13 ] | [ 14 ] | [ 1 ]  |

## Religion
Der Ort ist römisch-katholisch geprägt und nach St. Johannes der Evangelist (Posseck) gepfarrt.